# Sétálóutca
A sétálóutca a város olyan területe, ahol kizárólag gyalogosok közlekedhetnek. A sétálóutcákban többnyire erősen korlátozott vagy tiltott a gépkocsiforgalom. Az utóbbi időkben egyre több városvezetés döntött új sétálóutcák létrehozása mellett, általában hogy nagyobb mobilitást biztosítson a személygépkocsival nem rendelkezők számára, illetve a közbiztonság javítása érdekében. A sétálóutcák létesítése növelheti a környékük vonzerejét, valamint esztétikai, levegőtisztasági és közbiztonsági javulást eredményezhet. Azonban a sétálóutcák kiépítésének előfordulhatnak hátrányai, hiszen néha az üzleti forgalom csökkenését vagy akár az ingatlanok értékveszítését is okozhatja.

## Története
A gyalogos- és a kocsiforgalom szétválasztásának, elkülönítésének koncepciója már a reneszánsz korban is jelen volt, de nagyvároson belüli megvalósítására csupán 1800-tól kezdve akadnak példák. A 19. században már Európa-szerte épültek patinás árkádok, ezeket a modern bevásárlóközpont elődjeinek tekintik egyesek.
A hagyományos értelemben vett sétálóutca létesítésére csak később került sor, 1929 környéken, Essenben. Egy Limbecker Straße nevű, szűk bevásárlóutca nem biztosított elegendő férőhelyet mind az autók, mind a gyalogosok számára, ezért döntöttek úgy a hatóságok, hogy kitiltják a gépkocsikat. Ennek következtében több német város is hasonló intézkedést hozott. A második világháború pusztítása szükségessé tette jelentős számú európai város újjáépítését, rekonstruálását, amely folyamatok során sok helyen a városmag némely részeit sétálóövezetté alakították.
A 20. század második felében, a motorizáció növekedésével párhuzamosan a nagyvárosok vezetései eleinte zömmel a turisták által frekventáltabban látogatott belvárosi közterületeken jelöltek ki ilyen zónákat, később már pihenőparkokra és az élhetőség megőrzése céljából néhány külvárosi lakónegyedre is kiterjesztették. A 21. században folytatódni látszik a sétalóutcák térhódítása és világszerte találhatóak további sétálóutcák létesítésére irányuló törekvések.

## Galéria

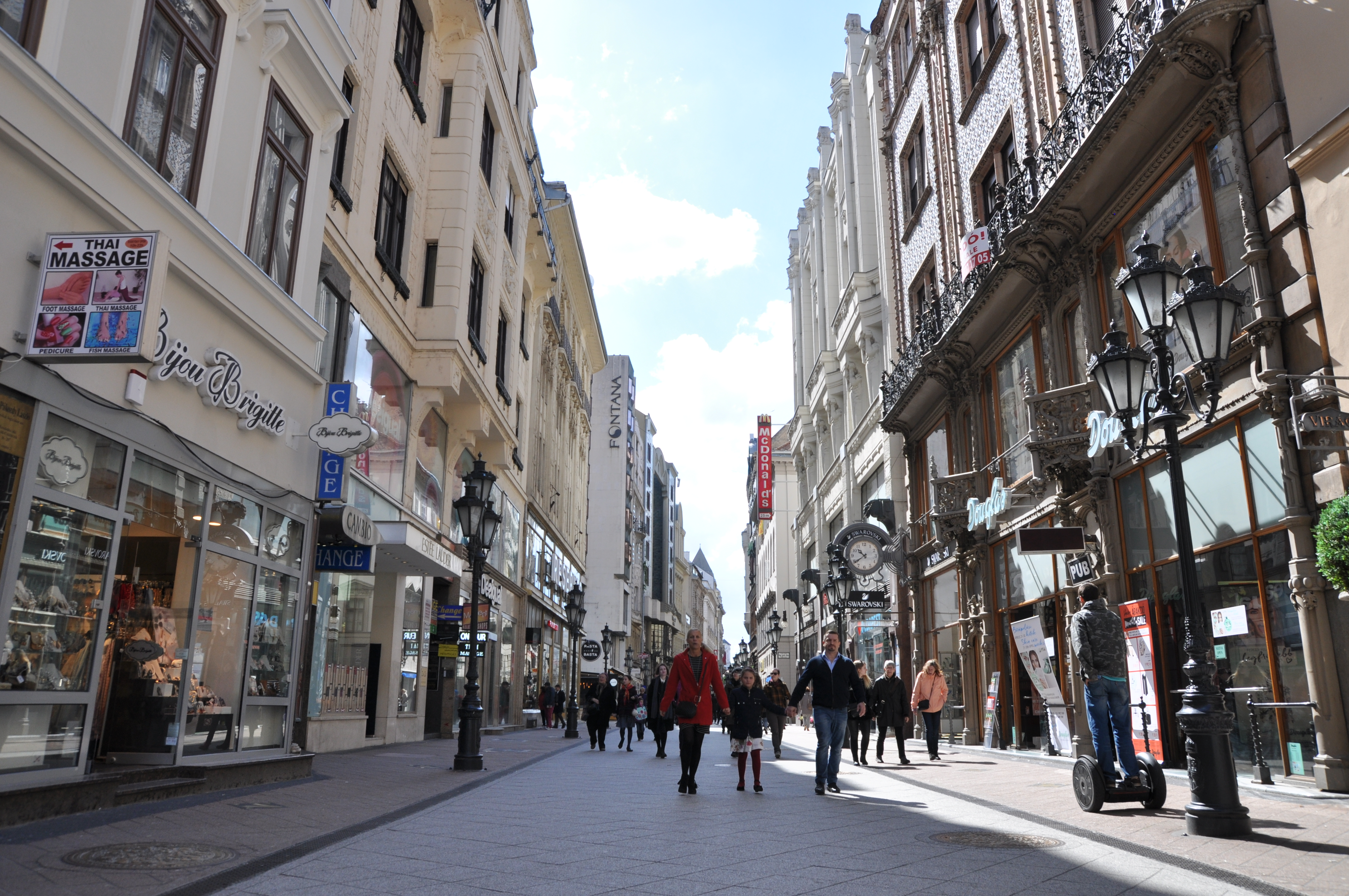
A budapesti Váci utca északi szakasza 1964 óta sétálóutca
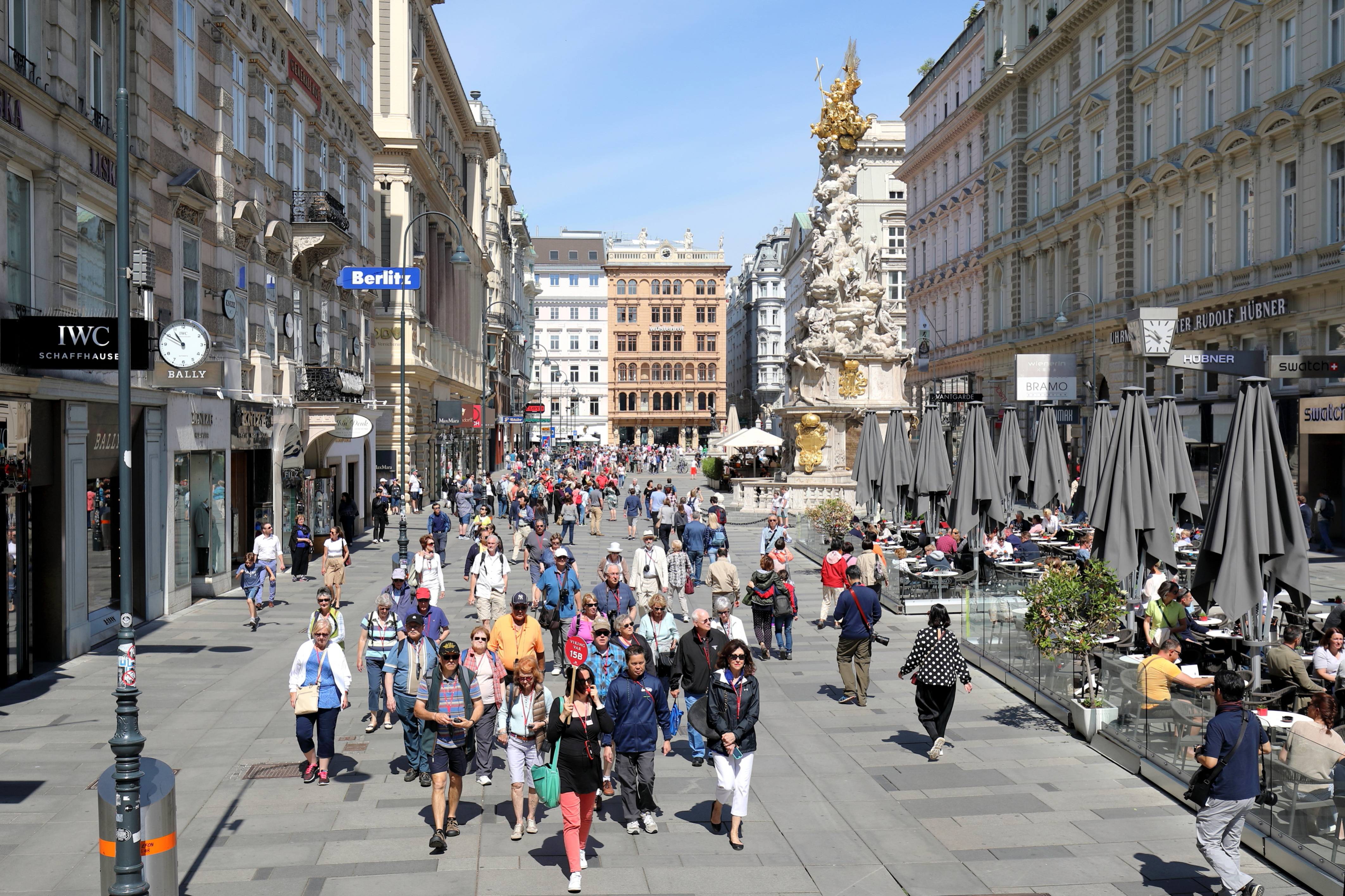
Bécs 1971-ben átadott sétálóövezete, a Graben
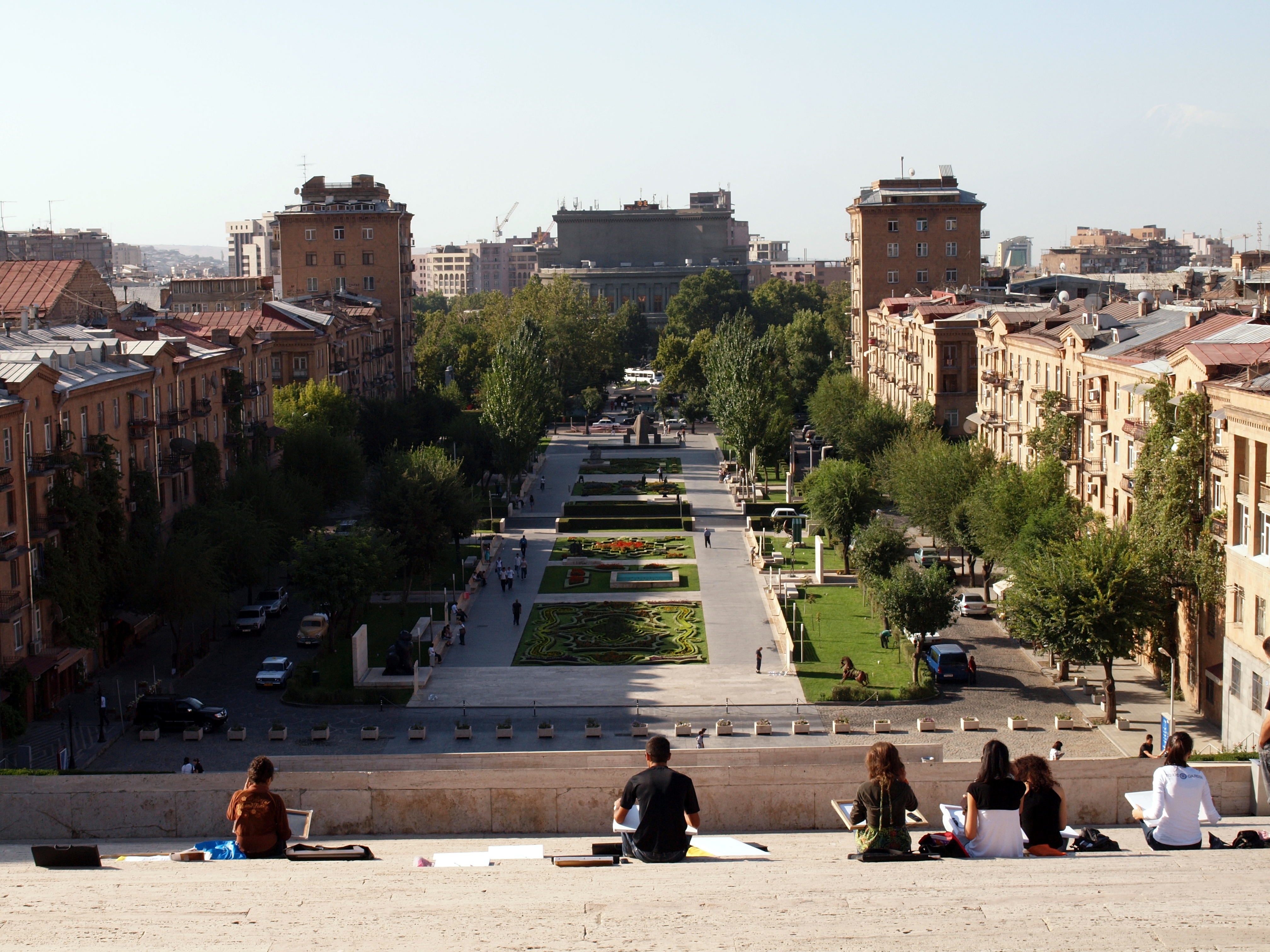
Sétálóövezet az Operaház és a Kaszkád között, Jerevánban, [[Örményország|Örményországban
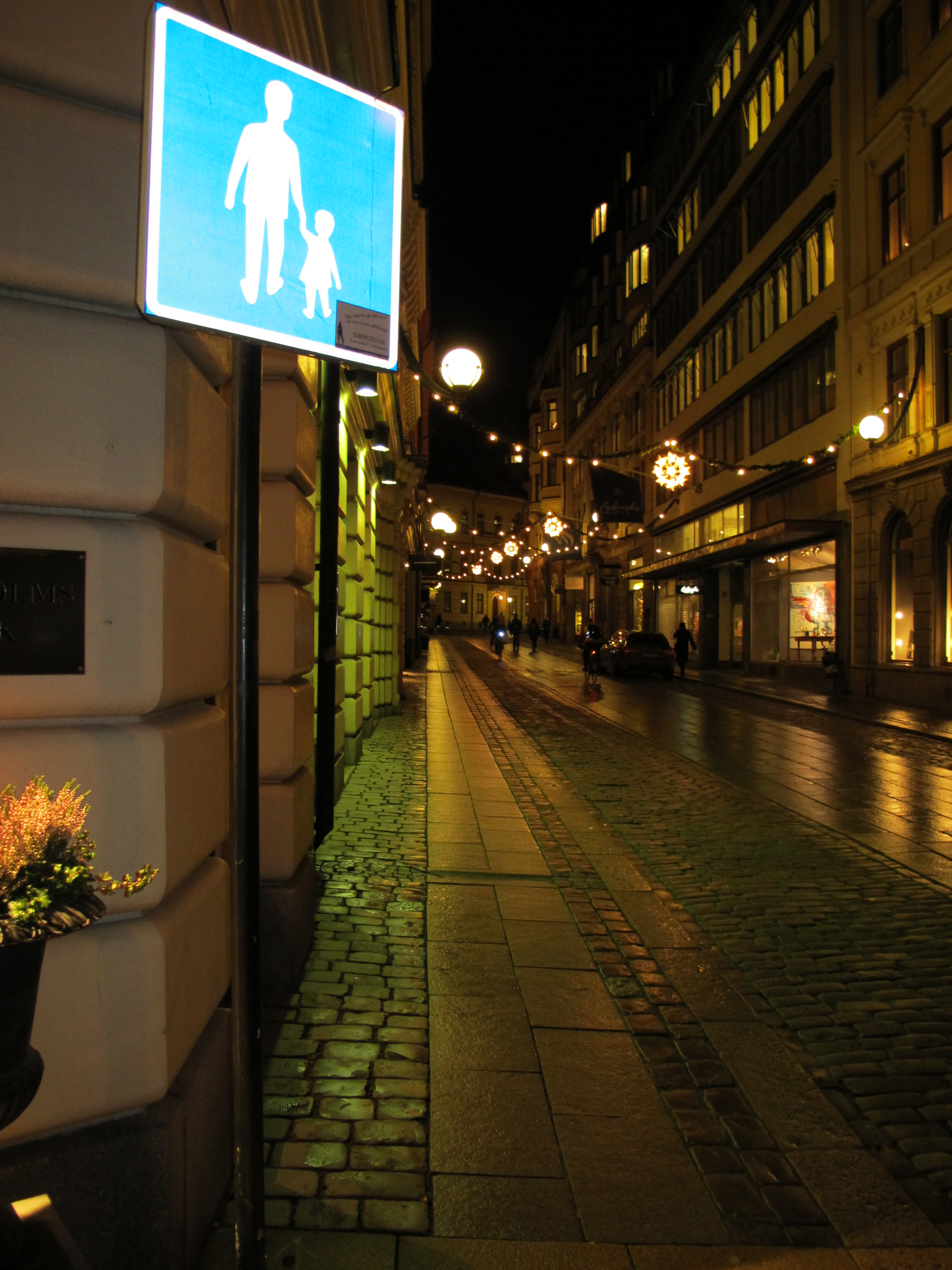
A sétálóutca elejét jelző tábla Stockholm városában

## Fordítás
Ez a szócikk részben vagy egészben  a   Pedestrian zone című angol Wikipédia-szócikk ezen változatának fordításán alapul.  Az eredeti cikk szerkesztőit annak laptörténete sorolja fel. Ez a jelzés csupán a megfogalmazás eredetét és a szerzői jogokat jelzi, nem szolgál a cikkben szereplő információk forrásmegjelöléseként.

## Kapcsolódó szócikk
- Transit mall